# Ángel Muñiz (cineasta dominicano)
Miguel Ángel Muñiz (Santo Domingo, República Dominicana; 18 de mayo de 1960) es un actor, productor de cine y televisión dominicano. Ha trabajado en diversas películas dominicanas siendo galardonado con el premio Gran Soberano  en el año 1996.

## Carrera en la Televisión y en el Cine

### Televisión
En la década de los 80, perteneció a un grupo de jóvenes comediantes de la denominada “Nueva Generación del Humor” en la televisión dominicana. Más tarde, trabajó en “Tele-relajo”, programa de humor de televisión con personajes y situaciones libretados.
En el año 1987, dirigió la serie de televisión "Al borde de la cañá", en colaboración con el actor José María Almonte. En esta serie también participaron actores como Ángela Herrera, Lourdes Ozuna, Genaro Ozuna, Geovanny Cruz y José Miguel Vásquez. Por otro lado, otro de sus proyectos en la televisión fue el piloto de la Telenovela "Contrabando", también del mismo año.

### Cine
Luego de su experiencia en la televisión, se embarcó en la producción de películas para el incipiente cine Dominicano. En el año 1995 debutó como cineasta en la película "Nueba Yol: por fin llegó Balbuena". 
En 1997 hizo su segunda película "Nueva Yol III: bajo la nueva Ley".
En el año 2003 dirigió el filme  "Perico Ripiao (película)" y en 2008 Ladrones a Domicilio..
En el año 2009 dirigió la miniserie “Juanita’s Gran Salón & Spa” con guion de Waddys Jáquez  con la actuación de los comediantes dominicanos Jacqueline Estrella, quien asume el rol protagónico de Juanita, Luis José Germán (Morenai), Philip Rodríguez, Rosmery Almonte y Ana María Arias.

### Filmografía
- 1987: Al borde de la cañá (TV)
- 1995: Nueba Yol: por fin llegó Balbuena
- 1997: Nuebal Yol III: bajo la nueva ley
- 2003: Perico Ripiao (película)
- 2008: Ladrones a Domicilio
- 2009: Juanita´s Gran Salón & Spa (TV)
- 2015: Y A Dios que me perdone

## Premios
- Gran Soberano (Premios Soberano, 1996)